# Willi Pürstl
Willi Pürstl (ur. 10 stycznia 1955 w Schöder, Styria) – austriacki skoczek narciarski i trener, zwycięzca 23. Turnieju Czterech Skoczni, medalista mistrzostw Austrii.

## Życiorys
W sezonie 1974/1975 wygrał klasyfikację generalną 23. Turnieju Czterech Skoczni. W trakcie turnieju odniósł jedno zwycięstwo konkursowe – 29 grudnia 1974 w Oberstdorfie. Był to pierwszy triumf Austriaka w tym turnieju od 1. edycji w 1953, gdy zwyciężył Josef Bradl. W 1980 Pürstl wygrał także Turniej Schwarzwaldzki, a w 1975 Turniej Norweski. 
W 1981 zakończył karierę skoczka i rozpoczął pracę trenerską. Pracował z kadrą kanadyjską, gdzie trenował m.in. Horsta Bulaua i Steve’a Collinsa.
W 1988 przeprowadził się do Kanady. Po osiedleniu się został zatrudniony jako producent dziennika w kanadyjskiej telewizji (CHUM News Service) w Ottawie w Ontario. Ponadto jest właścicielem firmy związanej z branżą filmową, w której jego starszy syn pracuje jako edytor.